# K2-18b
K2-18b, også kendt som EPIC 201912552 b, er en exoplanet, der kredser om den røde dværg K2-18, og som befinder sig 124 lysår (38 parsec) fra Jorden i stjernebilledet Løven. Exoplaneten er mindre end Neptun med en radius på omkring 2,6 gange Jordens radius og har en 33-dages omløbsbane i stjernens beboelige zone. Det betyder, at exoplaneten modtager omtrent en lignende mængde stjernelys, som Jorden modtager fra Solen. Exoplaneten blev oprindeligt opdaget med Kepler-rumteleskopet og senere observeret af James Webb-rumteleskopet (JWST) for at studere planetens atmosfære.
I 2019 blev der rapporteret om tilstedeværelsen af vanddamp i K2-18bs atmosfære, hvilket henledte opmærksomheden på dette system. I 2023 detekterede JWST kuldioxid og metan i atmosfæren på K2-18b. JWST's data er blevet fortolket forskelligt; som en indikation af en vandhavsplanet med en brintrig atmosfære - og en gasrig mini-Neptun. K2-18b er blevet undersøgt som en potentiel beboelig planet, der bortset fra temperaturen, mere ligner en gasplanet som Uranus eller Neptun end Jorden.
I 2025 fandt stærke indikationer på, at atmosfæren på K2-18b indeholdt dimethylsulfid (DMS) og dimethyldisulfid (DMDS), kemiske stoffer, der menes kun at blive produceret i naturen af levende organismer, i mængder 20 gange så mange som dem, der findes på Jorden. Da molekylerne er kortlivede, tyder koncentrationen på, at noget fortsætter med at producere dem. Andre forskere kritiserede denne påstand og peger på laboratorieforsøg, der kan producere DMS uden liv. Andre forskere kunne ikke finde entydige tegn på DMS.